# Wohn- und Wirtschaftsgebäude Hahnenfelder Weg 69
Das Wohn- und Wirtschaftsgebäude Hahnenfelder Weg 69 in Syke, Ortsteil Barrien, in Niedersachsen stammt aus dem beginnenden 19. Jahrhundert.
Das Gebäude steht unter Denkmalschutz (Siehe auch Liste der Baudenkmale in Barrien).

## Geschichte
Das eingeschossige Gebäude, ein früheres Zweiständer-Hallenhaus mit Ziegelausfachung und einem Krüppelwalmdach wurde als Häuslingshaus (Gesindehaus) gebaut. Es steht weit außerhalb des Zentrums der Ortschaft, so dass angenommen werden kann, dass die ersten Eigentümer als Landarbeiter tätig waren und ein kleines eigenes oder gepachtetes Landstück selbst beackerten.
1933 erfolgte der Umbau zum reinen Wohnhaus. Das ruinöse Bauwerk wurde in Eigenhilfe von 1988 bis 2002 saniert und um eine Remise mit alten Bauteilen aus der Umgebung ergänzt.